# بیدقول
بیدقول (به لاتین: Bidqowl) یک منطقهٔ مسکونی در افغانستان است که در ولایت بامیان واقع شده‌است.